# Richard Stone (Ökonom)
Sir John Richard Nicholas Stone (* 30. August 1913 in London; † 6. Dezember 1991 in Cambridge) war ein britischer Ökonom.
Richard Stone wurde 1978 zum Knight Bachelor geschlagen und erhielt 1984 den Wirtschaftsnobelpreis für seine bahnbrechenden Leistungen bei der Entwicklung von volkswirtschaftlichen Gesamtrechnungssystemen, wodurch er die Grundlage empirischer Wirtschaftsanalyse radikal verbessert hat.

## Ausbildung und Karriere
Stone besuchte die Westminster School, war ein Jahr in Indien (sein Vater war Richter in Madras) und Indonesien und studierte ab 1931 Jura an der Universität Cambridge (Gonville and Caius College), wechselte aber nach zwei Jahren zur Wirtschaftswissenschaft. Hier war er besonders durch Colin Clark beeinflusst, der ihn zur Beschäftigung mit volkswirtschaftlicher Gesamtrechnung anregte. 1936 machte er seinen Abschluss und arbeitete für Lloyd’s in London.
Im Zweiten Weltkrieg arbeitete er für die Regierung, wo er 1941 unter James Meade daran beteiligt war, eine erste nationale volkswirtschaftliche Gesamtrechnung für Großbritannien zu erstellen. Danach arbeitete er im Central Statistical Office als Assistent von John Maynard Keynes. Ab 1945 war er wieder in Cambridge, wo er bis 1955 Direktor der Abteilung Angewandte Ökonomie (Department of Applied Economics, DAE) war. 1955 bis zur Emeritierung 1980 war er P. D. Leake Professor für Finanzwesen und Buchhaltung (Finance and Accounting) in Cambridge.
Stone wurde 1956 in die British Academy und 1968 in die American Academy of Arts and Sciences aufgenommen. 1978 bis 1980 war er Präsident der Royal Economic Society.

## Familie
Richard Stone wurde 1913 als einziges Kind von Gilbert und Elsie Stone in London geboren. Sein Vater war als Rechtsanwalt tätig.
Er war dreimal verheiratet, zuletzt ab 1960 mit der Italienerin Giovanna Saffi. Mit ihr verfasste er auch zwei Bücher.

## Forschung
Mit Alan Brown begann er das Cambridge Growth Project, in dem das Cambridge Multisectoral Dynamic Model (MDM) für die britische Wirtschaft entwickelt wurde. Bei der Gründung der Firma Cambridge Econometrics, die das MDM für ökonomische Vorhersagen weiterentwickelte, wurde er 1978 Ehrenpräsident.

## Preise und Ehrungen
Nach Richard Stone ist der Richard-Stone-Preis des Journal of Applied Econometrics sowie der Sir-Richard-Stone-Preis der International Input-Output Association benannt.

## Schriften (Auswahl)
- Giovanna Saffi Stone, Social Accounting and Economic Models, 1959
- Giovanna Saffi Stone, National Income and Expenditure, 1961